# Yalcons
Els yalcons són un poble indígena que habitava la Vall de l'Alt Magdalena al departament del Huila (Colòmbia) a la zona del que avui dia són els municipis de Timaná, Pitalito, Isnos, San Agustín, Saladoblanco, Elías, Oporapa, Tarqui, La Argentina i La Plata.

## La Gaitana
El 1538, Pedro de Añasco va ser designat pel conqueridor espanyol Sebastián de Belalcázar perquè fundés una vila en Timaná amb la finalitat de facilitar les comunicacions entre Popayán i el riu Magdalena.
Añasco va començar a citar als caps indígenes de la regió per a imposar-los tributs, encàrrecs i altres obligacions. El primer a ser anomenat va ser un jove que manava, juntament amb la seva mare, en una petita comunitat Yalcón, i que es va abstenir de concórrer el dia citat. Va ordenar Añasco executar-ho: sense consideració als laments i desesperació de la seva anciana mare, ho va manar cremar viu en presència d'aquesta.
L'execució, en lloc de doblegar als indígenes, va produir un alçament general en tot el territori. LaGaitana (nom que van donar els espanyols a aquesta cacic) va aconseguir congregar a més de 6.000 guerrers dels pobles yalcon, avirama, pinao, guanaca, timana i nasa (paez), que van atacar de matinada a Pedro Añasco. Lliurat a la Gaitana, aquesta li va fer treure els ulls i el va passejar amb un dogal al coll de poble en poble fins que va morir.

## Llengua
En la seva majoria, els documents de l'època esmenten els yalcons des de l'arribada dels espanyols; i, progressivament, amb el temps s'esmenten menys i a altres pobles indígenes se'ls esmenta més. Segons Juan Friede, «els nombrosos indis que habitaven la riba esquerra del Riu Magdalena enfront de Timaná i que parlaven un sol idioma o idiomes semblants, van ser designats en els documents històrics amb el nom general de Yalcones». Les tribus de l'època de la Conquesta i la Colònia que corresponen a aquesta regió són els Oporapa, Maito i Pirama són del Poble Yalcón.
Sacerdot i investigador Pedro José Ramírez Sendoya, es va dedicar a estudiar diverses llengües indígenes del Huila i de Tolima, que va publicar que "per la toponímia de la regió eren possiblement de la família de la llengua Paez". Segons Ramírez Sendoya els yalcón habitaven un territori "de Gigante fins a Timaná i que historiadors parlaven de combats en els plans de Yunga en el Municipi de Garzón".

## Descendents
En el 2009 es va llançar la pel·lícula de Danza de Yalcón. Floresmiro Rodríguez Mazabel, torna després de més de 40 anys als llocs on va néixer i va créixer per a transmetre la seva memòria al seu fill Nabil, qui sempre ha viscut a la ciutat de Bogotà.